# Suchodolski (Adelsgeschlecht)

Das Stammwappen Janina

Suchodolski (polnisch Plural Suchodolscy) ist der Name eines polnischen Adelsgeschlechts, das seinen Namen nach dem Ort Suchodoły bei Krasnystaw führt, wo es 1413 urkundlich erstmals erwähnt ist.

## Adelserhebungen
- Der Priester Johann von Nepomuk sowie Stephan und Ignaz Suchodolski erhielten am 26. November 1782 bei der galizischen Landtafel die Legitimation als Ritter ebenso wie am 27. August 1784 Thomas und Michael Suchodolski.
- Adalbert Suchodolski, vormals Kastellan von Radom und zu dieser Zeit Gutsherr auf Wojcieszków bei Lubin, wurde am 3. Januar 1800 mit Diplom vom 10. Juli 1800 in Wien in den galizischen Grafenstand erhoben.
- Adalberts Söhne Johann Bonaventura Franz und Franz Vinzenz Maria Graf von Suchodolski erhielten am 27. Dezember 1847 die russische Anerkennung ihres Grafenstandes.

## Wappenbeschreibung
- Stammwappen des Suchodolski-Familienzweiges Janina: in Rot ein blau-gerandeter silberner Schild, auf dem Helm mit Decken ein natürlicher Pfauenschweif

## Namensträger
- January Suchodolski (1797–1875), polnischer Kriegsmaler und Armeeoffizier
- Rajnold Suchodolski (1804–1831), polnischer Dichter und Offizier
- Siegmund von Suchodolski (1875–1935), deutscher Gebrauchsgrafiker, Maler und Architekt
- Zdzisław Suchodolski (1835–1908), deutsch-polnischer Maler
- Wojciech Suchodolski (1974), Major der polnischen Armee